# Tempo atomico internazionale
Il Tempo atomico internazionale, identificato anche dall'acronimo TAI, è un sistema orario standard ad alta precisione, descrivibile come «una scala di tempo coordinato definita in un quadro di riferimento geocentrico avente come unità di misura il secondo del Sistema Internazionale quale definito sul geoide in rotazione». Il sistema di riferimento fu avviato in via sperimentale nel 1955, diventando pienamente operativo e disponibile per l'utilizzo pubblico il 1º gennaio 1958.
L'alta precisione dei tempi TAI può essere solo misurata per il passato, poiché il tempo è rappresentato dal confronto delle differenze osservate sugli orologi di riferimento mantenuti presso gli istituti di misura di alcuni Paesi. Il tutto avviene sotto la sorveglianza dell'ufficio internazionale dei pesi e delle misure. Tuttavia, gli orologi atomici sono così accurati che solo le misure di altissima precisione richiedono tale correzione, per cui la maggior parte dei servizi usa orologi atomici che sono stati precedentemente paragonati ai riferimenti.
Il tempo coordinato universale (UTC) è la base temporale legale per tutto il mondo e segue il TAI, con uno scarto di un certo numero di secondi (al 31 dicembre 2016, data di inserimento dell'ultimo secondo intercalare, il TAI è 37 secondi avanti rispetto all'UTC). Tale scarto è inserito su consiglio dell'International Earth Rotation and Reference Systems Service (IERS), per fare in modo che, come media sugli anni, il Sole sia al meridiano di Greenwich entro 0,9 secondi dalle 12:00:00 UTC.